# Madison Square
Madison Square est une place du Flatiron District, dans l'arrondissement de Manhattan, à New York (États-Unis). Cette place est bordée par - dans le sens des aiguilles d'une montre, en partant du sud-ouest - Broadway, la 5e Avenue, la 28e Rue, Madison Avenue et la 23e Rue. En son centre se trouve un parc de 2,75 hectares, Madison Square Park. 

## Histoire
La majeure partie de Madison Square Park était devenue une propriété publique dès 1686. De 1794 à 1797, la place servit de cimetière. De 1811 à 1825, elle accueillit un arsenal, qui fut transformé en maison de correction de 1825 à 1839, date à laquelle le bâtiment fut ravagé par un incendie.
Nommé en l'honneur du quatrième président des États-Unis James Madison, Madison Square Park a été inauguré en 1847. En 1853, il fut envisagé d'y bâtir le Crystal Palace, mais en raison d'une forte opposition de l'opinion publique, ce bâtiment fut finalement construit à Bryant Park. La grande fontaine fut ajoutée en 1867. En 1870, le parc est reconçu et accueille dorénavant des statues. De 1876 à 1882, le bras et la torche de la statue de la Liberté furent exposés dans le parc, afin de récolter des fonds pour financer le piédestal du monument. Le premier Madison Square Garden fut bâti en 1879, à proximité immédiate du parc, sur Madison Avenue, à hauteur de la  26e Rue. Ce bâtiment fut rasé et remplacé par le deuxième Madison Square Garden en 1899, lequel fut à son tour démoli en 1925. C'est aujourd'hui le siège de la New York Life Insurance Company, qui se dresse sur cet emplacement. Le monument à la mémoire des soldats américains de la Première Guerre mondiale fut érigé en 1923. Le parc a été complètement réhabilité en 2001. En 2004, le restaurant Shake Shack a ouvert ses portes.

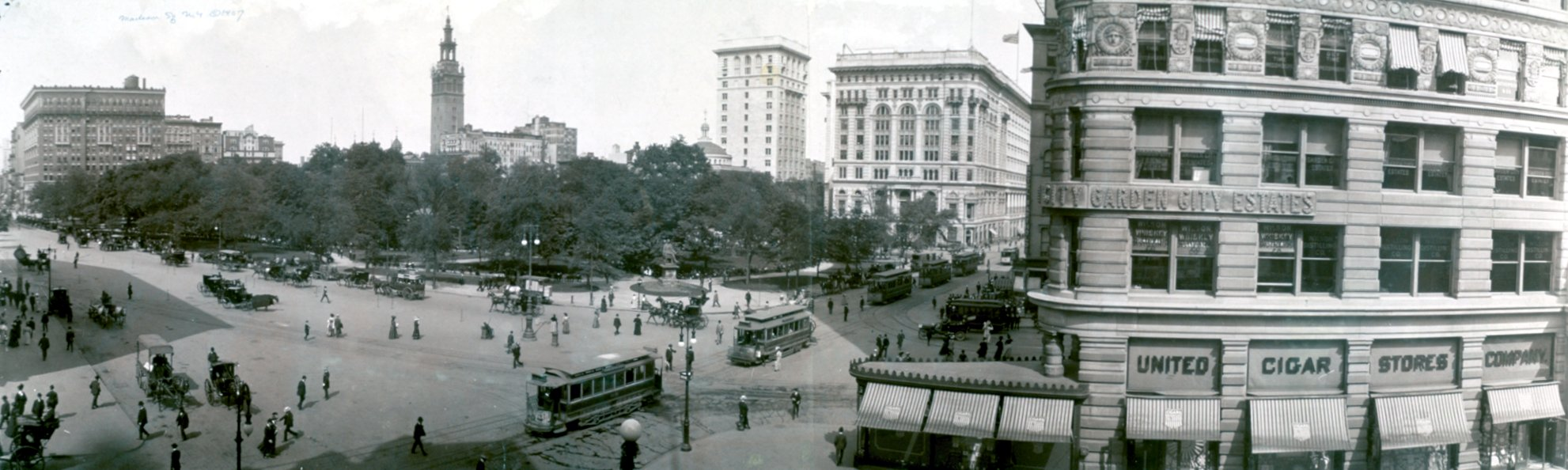
Madison Square en 1908, avec le Madison Square Garden à gauche et le Flatiron Building à droite

## Le parc

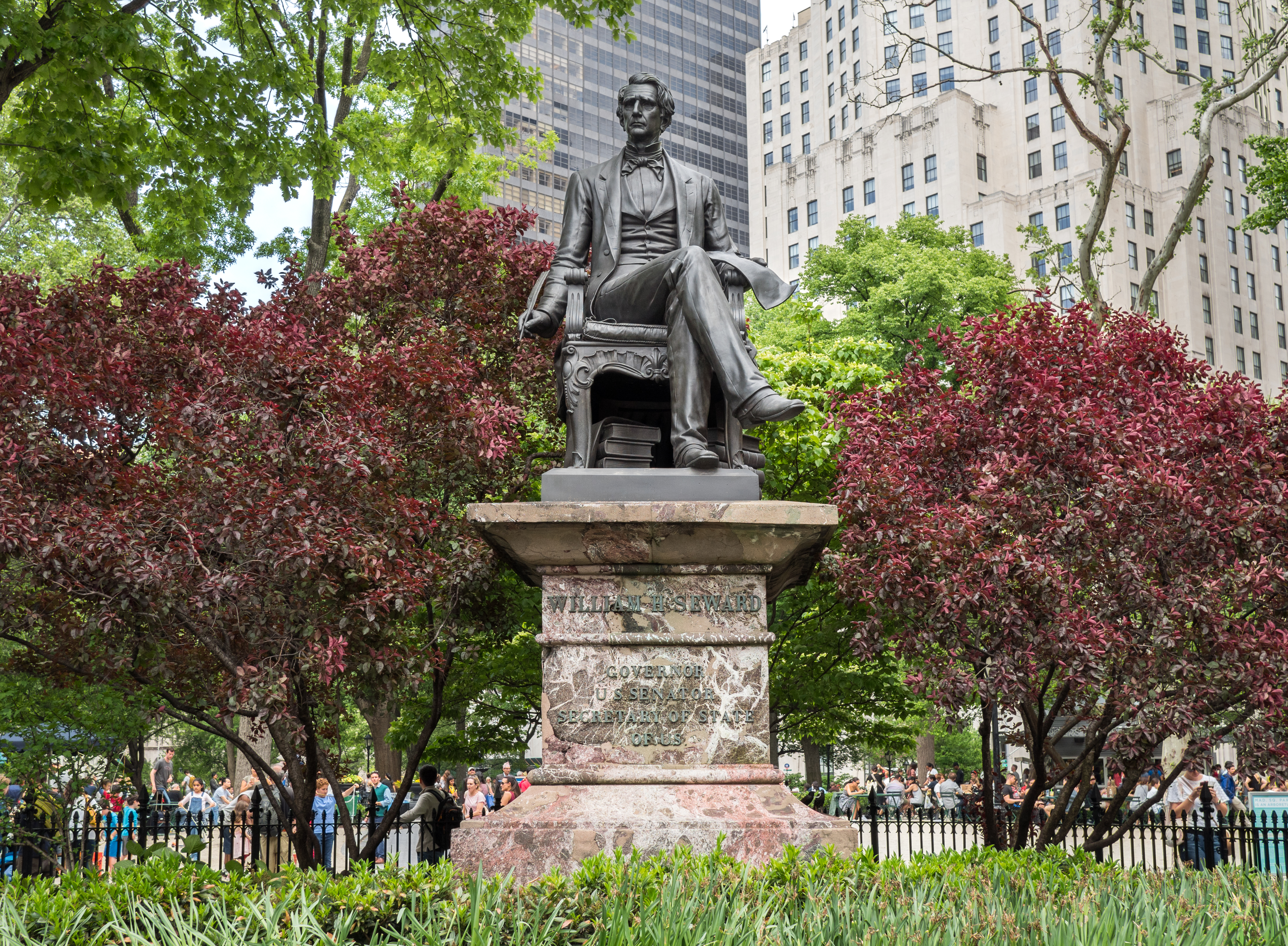
La statue de William H. Seward.

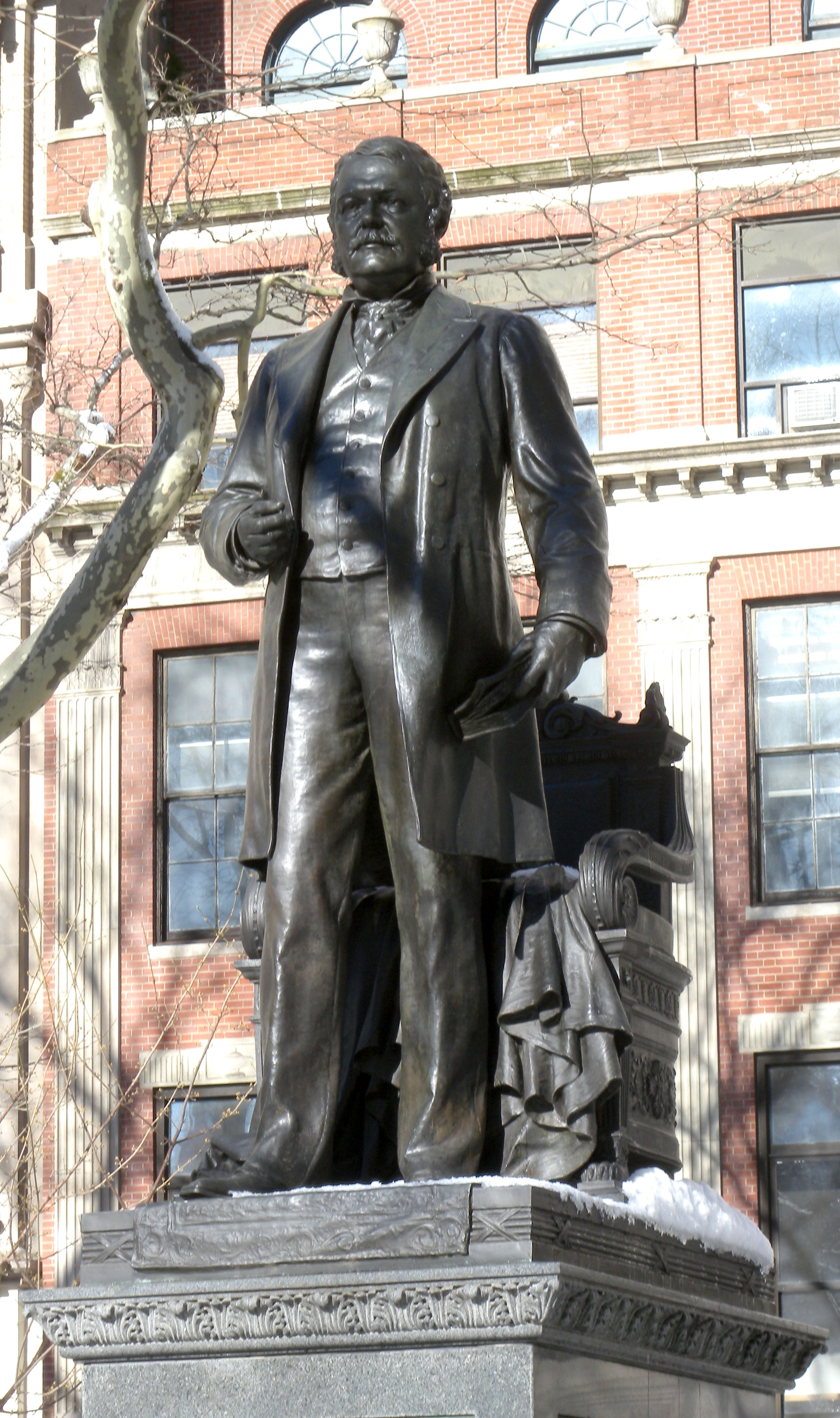
La statue de Chester Alan Arthur.

Le parc est géré, à l'instar de Central Park, par le New York City Department of Parks and Recreation.
Madison Square Park comprend plusieurs sections. Dans le nord-est du parc, un espace de jeu est réservé aux enfants. Dans l'ouest, un enclos permet aux chiens de s'ébattre sans laisse. La plupart de pelouses sont accessibles au public. Il est possible de s'y connecter gratuitement au réseau Wi-Fi. 
Le parc comprend aussi de nombreuses statues. On peut notamment citer la statue du secrétaire d'État des États-Unis William H. Seward, connu pour avoir acheté l'Alaska à la Russie, celle de l'ancien président des États-Unis Chester Alan Arthur. D'autres statues représentent le membre du Congrès Roscoe Conkling ou encore l'amiral David Farragut.

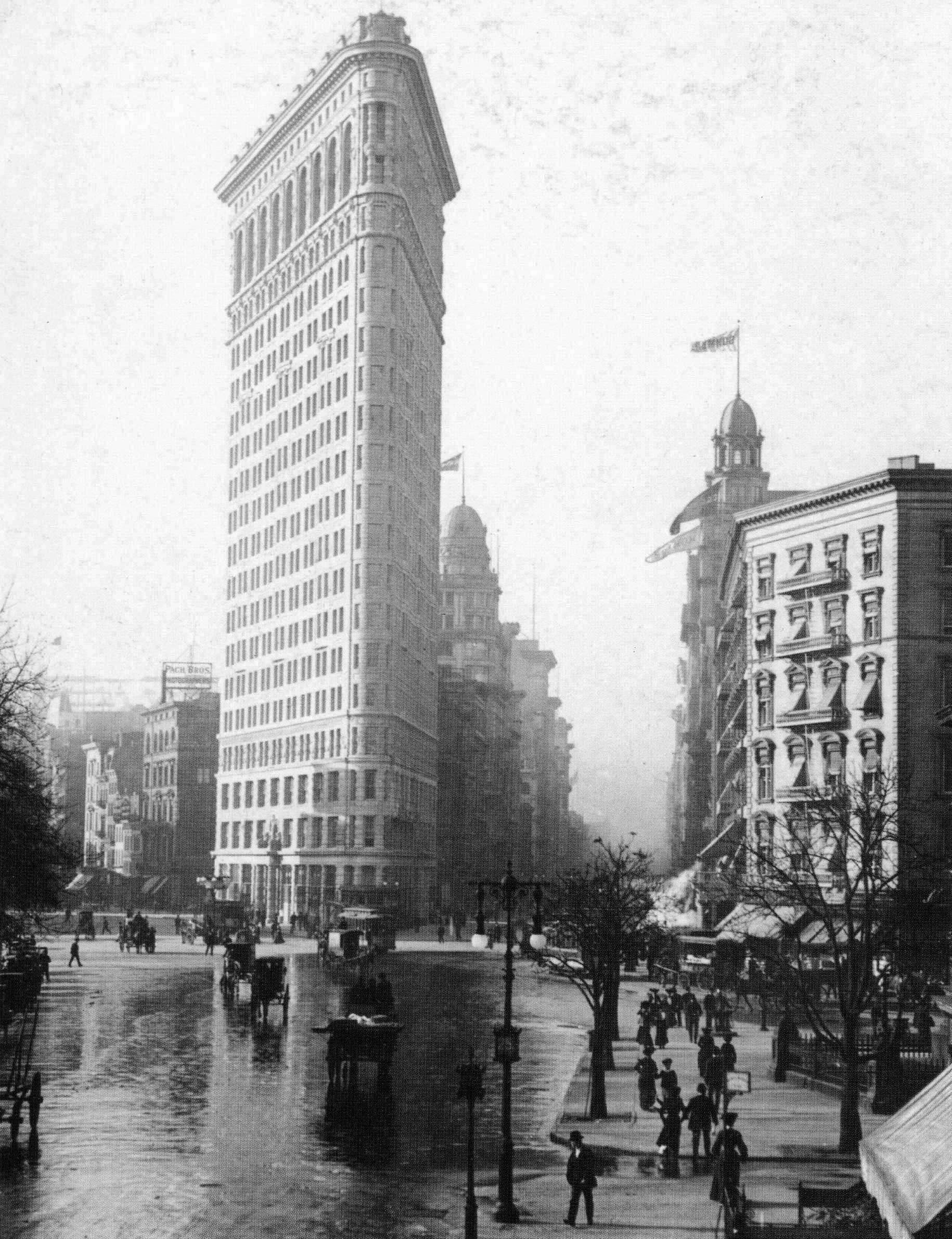
Le Flatiron Building en 1903.

## Buildings
Le Flatiron Building, l'un des gratte-ciel (en forme de fer à repasser) les plus anciens et les plus célèbres de la ville est situé au coin sud-ouest du Madison Square Park, alors que la Metropolitan Life Tower, qui fut le plus haut bâtiment du monde entre 1909 et 1913, et sa fameuse horloge sont situées immédiatement à l'est.

## Fréquentation
Madison Square est très fréquenté par les employés des bureaux voisins et par les étudiants de Baruch College, une université située à quelques « blocs » (pâtés de maisons) de la place.

## Métro
Madison Square est desservie par la ligne N, R, W du  métro.